# زنده در ثرد من رکوردز (آلبوم بیلی آیلیش)
زنده در ثرد من رکوردز (انگلیسی: Live at Third Man Records) یک آلبوم زنده انحصاری واینل از خوانندهٔ آمریکایی، بیلی آیلیش است. این آلبوم در ۶ نوامبر ۲۰۱۹ در اجرای زندهٔ آکوستیک بیلی با برادرش فینیس اوکانل در مرکز فرماندهی ثرد من رکوردز در نشویل، تنسی ضبط شد. این آلبوم در ۶ دسامبر ۲۰۱۹ به‌طور رسمی به عنوان نخستین آلبوم زنده آیلیش منتشر شد.
این آلبوم در رکورد استور دی در اواخر آگوست سال ۲۰۲۰ افت عمده ای را تجربه کرد و پس از فروش ۱۳ هزار نسخه در آن هفته، علاوه بر اینکه در بالاترین جایگاه هر دو جدول آلبوم‌های واینل و تست‌میکرز قرار گرفت، با رتبه ۵۵ در جدول بیلبورد ۲۰۰ به بالاترین جایگاه خود رسید.

## فهرست قطعه‌ها
همهٔ قطعه‌ها را بیلی آیلیش و فینیس اوکانل نوشته‌اند، به جز آنهایی که ذکر شده‌اند.
| طرف نخست | طرف نخست                         | طرف نخست |
| شماره    | نام                              | مدت      |
| -------- | -------------------------------- | -------- |
| ۱.       | «همه دخترای خوب میرن به جهنم»    | nil      |
| ۲.       | «چشم‌های اقیانوسی» (فینیس اوکانل) | nil      |
| ۳.       | «آدم بد»                         | nil      |
| ۴.       | «Idontwannabeyouanymore»         | nil      |
| ۵.       | «به‌خاک‌سپردن یک دوست»             | nil      |

| طرف دوم | طرف دوم                                | طرف دوم |
| شماره   | نام                                    | مدت     |
| ------- | -------------------------------------- | ------- |
| ۶.      | «بیا بیرون و بازی کن»                  | nil     |
| ۷.      | «کاپی‌کت»                               | nil     |
| ۸.      | «دوست دارم»                            | nil     |
| ۹.      | «دل‌درد»                                | nil     |
| ۱۰.     | «وقتی مهمونی تموم میشه» (فینیس اوکانل) | nil     |

## جدول‌ها
| جدول (۲۰۲۰)                                    | بالاترین جایگاه |
| ---------------------------------------------- | --------------- |
| بیلبورد ۲۰۰ ایالات متحده                       | ۵۵              |
| آلبوم‌های واینل (بیلبورد) ایالات متحده          | ۱               |
| آلبوم‌های تیست‌میکر برتر ایالات متحده (بیلبورد)  | ۱               |
| آلبوم‌های آلترنیتیو برتر ایالات متحده (بیلبورد) | ۶               |